# Біракан
Бірака́н — селище міського типу у Облученському районі Єврейської автономної області Росії.

## Назва
Гідронім з евенк. віра — річка, -кан суфікс зменшення, тобто Біракан — річка; маленька річка.

## Географія
Біракан стоїть на річці Біра.
Відстань до адміністративного центру міста Облуч'є складає 68 км (на захід автотрасою Чита — Хабаровськ).

## Історія
Біракан виник у 1905 році при будівництві залізниці та названий за однойменною річкою Біракан (ліва притока річки Біра), що тече на східній окраїні селища.
10 жовтня 1931 року був віднесений до категорії робітничих селищ.

## Населення
| 1939  | 1959  | 1970  | 1979  | 1989  | 2002  | 2009  |
| ----- | ----- | ----- | ----- | ----- | ----- | ----- |
| 4360  | ↘4288 | ↘3023 | ↗3081 | ↗3089 | ↘2543 | ↘2480 |
| 2010  | 2011  | 2012  | 2013  | 2014  | 2015  | 2016  |
| ↘2151 | ↘2136 | ↘2072 | ↗2073 | ↘2013 | ↘1941 | ↘1899 |
| 2017  | 2018  |       |       |       |       |       |
| ↘1866 | ↘1836 |       |       |       |       |       |